# Костылевка (Ростовская область)
Костылевка — хутор в Семикаракорском районе Ростовской области.
Входит в состав Сусатского сельского поселения.

## География
Хутор расположен на реке Сусат.

## Население
| 2010 |
| ---- |
| 414  |

## Улицы
- ул. Калинина,
- ул. Ленина,
- ул. Озерная,
- пер. 1-й.